# Mediterranean Film Studios
Mediterranean Film Studios (pol. Śródziemnomorskie Studio Filmowe) – studio filmowe z siedzibą na Malcie. Powstało w 1964 roku. Jest światowym liderem w wodnych efektach specjalnych. Znajdują się tu trzy zbiorniki horyzontalne do kręcenia filmów, jeden z nich jest zadaszony. Mediterranean Film Studios położone jest w Kalkara, pomiędzy Fortem Rinella a parkiem technologicznym SmartCity Malta.

## Historia
W 1963 roku podczas kręcenia scen na morzu u wybrzeży Hiszpanii rozpoczęła się burza, która znacznie utrudniła kręcenie filmu. Z tego też powodu, w 1964 roku Jim Hole postanowił zbudować zbiornik horyzontalny (ang. horizon tank), który miałby zostać użyty do kręcenia filmu The Bedford Incident (1965). Zbiornik został zbudowany przy pomocy dotacji rządowych oferowanych przez brytyjski rząd, który wtedy rządził Maltą. Utworzono firmę Malta Film Facilities. Zbiornik został później użyty do kręcenia innych filmów np. Orka - wieloryb zabójca (1977) czy Krzysztof Kolumb (1985). W 1980 roku wybudowano drugi zbiornik, tym razem w kształcie wklęsłym, został on zbudowany przez brytyjskiego producenta Lew Grade do filmu Raise the Titanic! (pol. Podnieść Titanica). Ostatecznie zmieniono nazwę firmy na Mediterranean Film Studios. W połowie lat '90 rząd Malty, stosując politykę prywatyzacji, postanowił przekazać wytwórnię kanadyjskiemu biznesmenowi - Charles Falzonow. W latach '90 w studiu kręcono m.in. Wyspę piratów (1995), Sztorm (1996) czy U-571 (2000). Prywatyzacja MFS okazała się ważnym krokiem dla firmy. Pod koniec lat '90 nastąpiła restrukturyzacja firmy.